# L’Aube rouge
L’Aube rouge (lob ʁuʒ, dt.: „Die Rote Morgendämmerung“) ist ein Historischer Roman des madegassischen Dichters Jean-Joseph Rabearivelo. Seine Erzählung, beeinflusst von den madagassischen nationalistischen Gefühlen des Autors im Kontext der französischen Kolonialisierung, folgt den Invasionen Frankreichs in Madagaskar von 1883 bis 1896 und dem Widerstandskrieg des madegassischen Königreichs Imerina. L’Aube rouge, Rabearivelos erster Roman, wurde 1925 geschrieben und erst 1998 postum veröffentlicht, 61 Jahre nach dem Selbstmord des Autors.

## Handlung und Charaktere
Die Erzählung von L’Aube rouge handelt in der Zeitspanne von 1882 bis 1896 und umfasst die französische Invasion in Madagaskar (Franco-Hova-Kriege), den Tod von Königin Ranavalona II., die Machtübernahme von Ranavalona III. und die Einführung der französischen Herrschaft in Madagaskar.

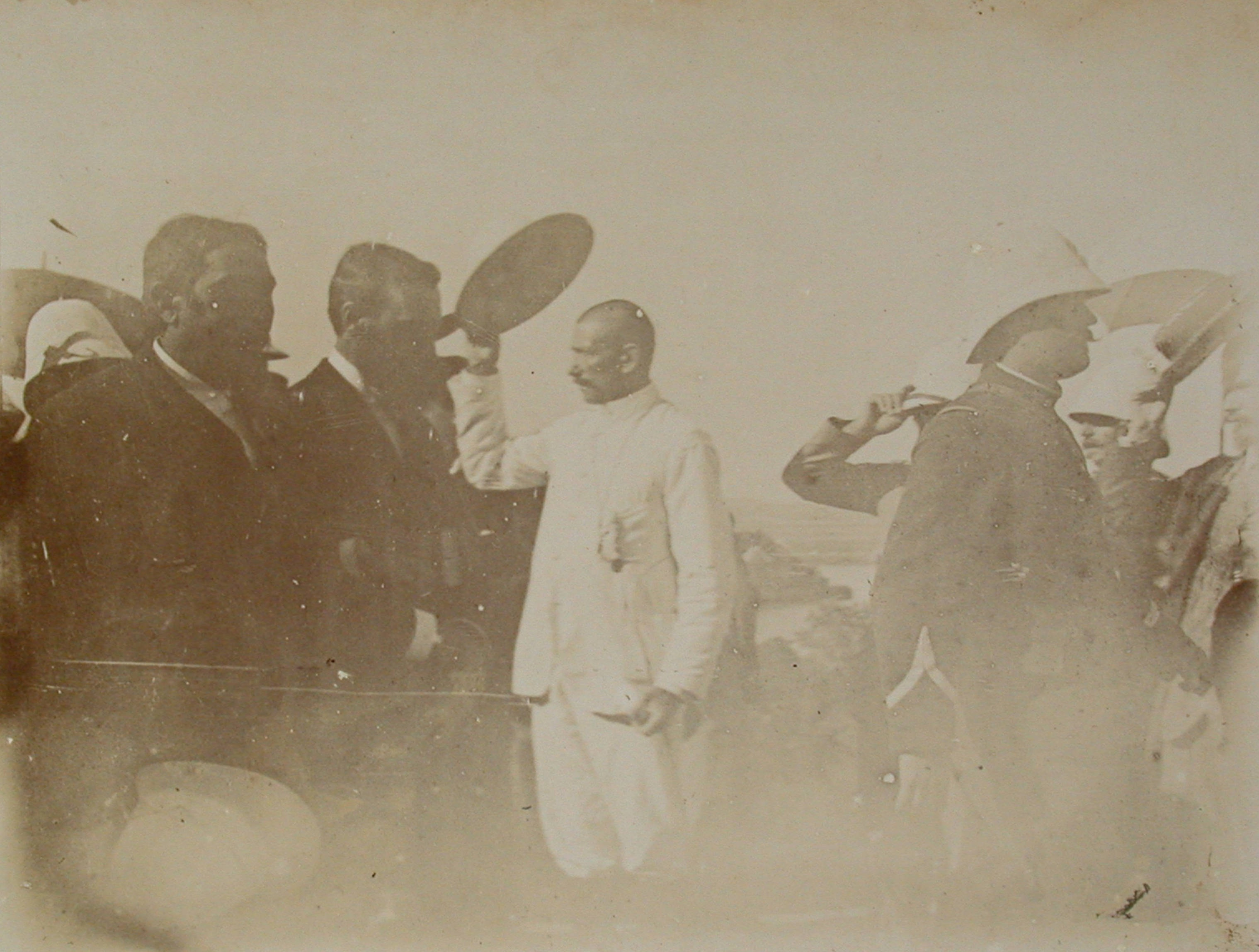
Rainandriamampandry, der hier zu sehen ist, wie er 1896 wegen des Verdachts der Beteiligung an der Menalamba-Rebellion zum Ort seiner Hinrichtung geführt wird, wird in der Erzählung von L’Aube rouge besonders verehrt.

Die einzige fiktive Figur des Romans ist eine junge madagassische Adlige namens Rangala (von Moradewun Adejunmobi als Metapher für Madagaskar interpretiert); der Rest sind reale historische Figuren, die in die Franco-Hova-Kriege verwickelt waren. Die Hauptfiguren auf madagassischer Seite sind die Imerina-Königinnen Ranavalona II. und Ranavalona III., Premierminister Rainilaiarivony und der Gouverneur von Tamatave und Dichter Rainandriamampandry, welcher 1896 von den Franzosen wegen seiner mutmaßlichen Rolle beim Menalamba-Aufstand hingerichtet wurde. Die britischen Berater der madagassischen Regierung, General Digby Willoughby und Leutnant Charles Shervington, spielen ebenfalls eine zentrale Rolle, und auch eine Reihe historischer französischer Beamter sind anwesend.
Jede prominente Figur in L’Aube rouge ist ein Herrscher oder Mitglied der herrschenden Klasse, eine Entscheidung, die Moradewun Adejunmobi Rabearivelos Absicht zuschreibt, die Ideologie der vorkolonialen herrschenden Klasse der Imerina und die madagassische Vorstellung von einem Königreich (Malagasy fanjankana) zu schützen. „In L'Aube rouge“, schreibt Adejunmobi, „sind diese Herrscher-Protagonisten so idealisiert, dass sie keinerlei Mängel aufweisen, außer ihrer übertriebenen Liebe zur Nation; ihr einziger Wunsch und ihre einzige Sorge ist es, Madagaskar zu regieren und seine Unabhängigkeit zu verteidigen.“

## Abfassung und Veröffentlichung
Gavin Philip Bowd schreibt, dass Jean-Joseph Rabearivelo zur Zeit der Abfassung von L’Aube rouge getrieben war vom Untergang des Königreichs Imerina und dem Verlust seines eigenen aristokratischen Status.
Rabearivelo wurde 1925 zu seinem Roman inspiriert, nachdem er den preisgekrönten Roman (Prix Goncourt) Batouala von René Maran gelesen hatte, welchem er den Roman dan auch widmete (zusammen mit drei prominenten Madegassen). Serge Meitinger beobachtet in L’Aube rouge „sehr getreue Nachahmung der von Maran in seinem Roman verwendeten Übergänge, die Gemälde der Natur, die insbesondere bei Sonnenaufgang und Sonnenuntergang beschrieben werden, die starken Anspielungen auf den Mondzyklus und klimatische Nuancen, die suggestive Beschreibung der Fauna und Flora“.
Rabearivelo war auf französische Verleger angewiesen, die seine Karriere als Schriftsteller in Französisch-Madagaskar (Colonie de Madagascar et dépendances/Ny zanatanin’i Madagasikara sy ny miankina aminy) unterstützten, und war sich bewusst, dass seine antikolonialen historischen Romane (einschließlich seines zweiten Romans L’Interférence) unter der Kolonialherrschaft nicht veröffentlicht werden konnten. Er bemerkte dies in einer „vorläufigen Anmerkung“ im Manuskript von L’Aube rouge, in welcher er auf die verurteilten Fleurs du mal Bezug nahm:

„Darf ich, o Leser, wie Baudelaire an der Schwelle zu einem zum Scheitern verurteilten Buch nicht sagen:
HAB MITLEID ... SONST VERFLUCHTE ICH DICH!“

Obwohl Rabearivelo kurz vor seinem Selbstmord im Jahr 1937 mehrere seiner Manuskripte vernichtete, blieb L’Aube rouge in seinen offiziellen Papieren erhalten und wurde 1998 posthum veröffentlicht. Eine kommentierte Ausgabe wurde 2020 unter dem Titel L’Aube rouge: sotie veröffentlicht.